# Presunción de culpabilidad
Cualquier suposición de que una persona es culpable de un delito en el contexto del sistema de justicia penal se conoce como presunción de culpabilidad, como la suposición de que un sospechoso es culpable hasta que se demuestre su inocencia.
Tal presunción puede resultar legalmente de un principio legal, una regla judicial o de los requisitos procesales de otro órgano decisorio que especifique cómo se probarán los hechos del caso, y puede ser refutable o irrefutable. La defensa no puede refutar una presunción de hecho irrefutable, y se presume que la presunción ha sido probada. Con una presunción refutable, ahora se requiere que la defensa reúna y presente pruebas para demostrar la inocencia del sospechoso a fin de obtener una absolución. Las presunciones de hecho refutables, surgidas durante el curso de un juicio como resultado de situaciones fácticas específicas (por ejemplo, que el acusado se ha dado a la fuga), son comunes; una presunción inicial de culpabilidad basada en el mero hecho de que el sospechoso ha sido acusado se considera ilegítima en muchos países, y contraria a las normas internacionales de derechos humanos. En los Estados Unidos, una presunción irrefutable de culpabilidad se considera inconstitucional.
Las presunciones de culpabilidad informales y legalmente ilegítimas también pueden surgir de las actitudes o prejuicios de quienes, como jueces, abogados o policías, administran el sistema. Tales presunciones pueden dar lugar a que los sospechosos inocentes sean llevados ante un tribunal para enfrentar cargos penales, con el riesgo de que sean declarados culpables indebidamente.

## Definición
Según Herbert L. Packer, “Sería un error pensar en la presunción de culpabilidad como lo contrario de la presunción de inocencia que estamos tan acostumbrados a pensar como la estrella polar del proceso penal y que (…) posición importante en el Modelo de Debido Proceso ”. La presunción de culpa prima la celeridad y la eficiencia sobre la confiabilidad, y prevalece cuando falta el debido proceso.
En Estado v. Brady (1902) 91 NW 801, Weaver J dijo: "'Presunciones de culpabilidad' y casos de culpabilidad 'prima facie' en el juicio de una parte acusada de un delito no significan más que a partir de la prueba de ciertos hechos el jurado estará justificado para condenar al acusado por el delito que se le imputa".

## Derechos humanos
En Director del Ministerio Público v. Labavarde y Anor, Neerunjun CJ dijeron que se infringiría el artículo 11(1) de la Declaración Universal de Derechos Humanos y el artículo 6(2) del Convenio para la Protección de los Derechos Humanos y las Libertades Fundamentales si "toda la carga es (...) echada sobre la defensa mediante la creación de una presunción de culpabilidad por la mera promoción de la acusación penal".

## Sistemas inquisitoriales
A veces se dice que en los sistemas inquisitoriales, un acusado es culpable hasta que se pruebe su inocencia. También se ha dicho que se trata de un mito, así como de una antigua "presunción común de los abogados ingleses" que afirmaron que este era el caso en Francia.
La presunción de culpabilidad es incompatible con la presunción de inocencia y desplaza un sistema de justicia acusatorio hacia el inquisitivo.

## Presunciones en el derecho consuetudinario
Han existido por lo menos dos tipos de presunción de culpabilidad bajo la ley de Inglaterra, que surgieron de una regla de derecho o de una regla procesal del tribunal u otro órgano adjudicador y determinaron cómo se probarían los hechos en el caso, y podrían ser refutable o irrefutable. Esos fueron:
- Presunción de culpabilidad derivada de la conducta del imputado
- Presunción de culpa derivada de la posesión de bienes robados comprobables

## Consecuencias
Se ha dicho que la negociación de culpabilidad implica una presunción de culpabilidad. La American Bar Association afirma que las personas de escasos recursos acusadas de un delito “se encuentran atrapadas por un sistema que presume su culpabilidad”. La presunción de culpabilidad por parte de los investigadores puede dar lugar a confesiones falsas, como se postuló en Making a Murderer, una serie documental de televisión estadounidense.
Se ha dicho que la detención preventiva, detener a una persona por un delito que pueda cometer, implica una presunción de culpabilidad, o algo muy parecido.
Un aviso de sanción fija o una multa en el acto son sanciones emitidas por la policía por delitos menores que son difíciles y costosas de apelar.

## Presunciones inconstitucionales, ilegítimas e informales
Una presunción irrefutable de culpabilidad es inconstitucional en los Estados Unidos. Un arresto, sin embargo, a menudo se convierte en sinónimo o se "fusiona" con la culpa, postula Anna Roberts, profesora de derecho de los Estados Unidos. En la mente de los miembros del jurado, la persona acusada debe haber hecho algo malo.
En Japón, el sistema de justicia penal ha sido criticado por su amplio uso de detenciones durante las cuales se obliga a los sospechosos a hacer confesiones falsas durante los interrogatorios. En 2020, el ministro de Justicia de Japón, Masako Mori, tuiteó sobre la necesidad de que alguien demuestre su inocencia en un tribunal de justicia. Más tarde eliminó el tuit y lo llamó "metida de pata verbal".
El juez del Tribunal Superior, Richard Henriques, ha criticado la formación y los métodos de la policía del Reino Unido que supuestamente afirman que "solo el 0,1 % de las denuncias de violación son falsas", y en los que todas las denunciantes son tratadas como "víctimas" desde el principio. Es difícil evaluar la verdadera prevalencia de las acusaciones falsas de violación, pero en general se acepta que las acusaciones de violación son falsas al menos entre el 2% y el 10% de las veces, con una mayor proporción de casos en los que no se demuestra que sean verdaderos o falsos.
El actor y productor estadounidense Jeremy Piven se ha pronunciado en contra del movimiento Me Too, que, según afirma, "pone vidas en peligro sin audiencia, debido proceso o pruebas". Al escribir sobre el comentario de Piven, el periodista Brendan O'Neill sugiere que la presunción de inocencia se está debilitando.
Una presunción ilegítima de culpabilidad puede ser causada o motivada por factores como el prejuicio racial, "frenesí mediático", sesgo cognitivo, y otros.